# Александер Мадлунг
Александер Мадлунг (нім. Alexander Madlung, нар. 11 липня 1982, Брауншвейг) — німецький футболіст, що грав на позиції захисника.
Виступав, зокрема, за «Вольфсбург», з якимс тав чемпіоном Німеччини, а також національну збірну Німеччини.

## Клубна кар'єра
З 2000 року виступав за резервну команду «Герти» (Берлін), в якій провів три сезони, взявши участь у 76 матчах чемпіонату. У першій команді в Бундеслізі Мадлунг дебютував у дев'ятому турі сезону 2002/03 проти «Енергі» (2:0), де він сформував центр захисту берлінців разом з Ейолфюром Сверіссоном. З наступного сезону став основним захисником клубу, провівши загалом 81 гру чемпіонату.
Своєю грою за останню команду привернув увагу представників тренерського штабу клубу «Вольфсбург», до складу якого приєднався 2006 року. Відіграв за «вовків» наступні сім сезонів своєї ігрової кар'єри. Більшість часу, проведеного у складі «Вольфсбурга», був основним гравцем захисту команди. За цей час виборов титул чемпіона Німеччини у сезоні 2008/09. Влітку 2013 року по завершенні контракту клуб вирішив не продовжувати співпрацю з гравцем і він став вільним агентом.
Провівши пів року без клубу, під час зимової перерви 2013/14 його підписав «Айнтрахт» (Франкфурт-на-Майні). Тут Александер відіграв увесь півторарічний контракт і відхилив пропозицію нового контракту, надіслану «Айнтрахтом», знову опинившись без клубу з 30 червня 2015 року.
Завершив ігрову кар'єру у команді Другої Бундесліги «Фортуна» (Дюссельдорф), за яку виступав протягом 2015—2017 років.

## Виступи за збірні
Протягом 2003—2004 років залучався до складу молодіжної збірної Німеччини, разом з якою брав участь у молодіжному чемпіонаті Європи 2004 року, де німці несподівано не вийшли з групи. Всього на молодіжному рівні зіграв у 13 офіційних матчах, забив 1 гол.
7 жовтня 2006 року дебютував в офіційних матчах у складі національної збірної Німеччини в товариській грі проти Грузії (2:0), вийшовши на заміну замість Мануеля Фрідріха на 84-й хвилині. 28 березня 2007 року Мадлунг вдруге і востаннє зіграв за збірну, зігравши у товариському матчі проти Данії (0:1).
| Дата      | Місто    | Господарі | Результат | Гості  | Турнір           | Голи | Примітки |
| --------- | -------- | --------- | --------- | ------ | ---------------- | ---- | -------- |
| 7-10-2006 | Росток   | Німеччина | 2 – 0     | Грузія | товариський матч | -    | 84'      |
| 28-3-2007 | Дуйсбург | Німеччина | 0 – 1     | Данія  | товариський матч | -    |          |
| Усього    |          | Матчів    | 2         |        | Голів            | 0    |          |

## Титули і досягнення
- Чемпіон Німеччини (1):

«Вольфсбург»: 2008–2009